# Aleksandre Wassiltschenko
Aleksandre Wassiltschenko (georgisch ალექსანდრე ვასილჩენკო, russisch Александр Василченко Alexander Wassiltschenko; * 6. Oktober 1991 in Moskau, Sowjetunion) ist ein georgisch-russischer Eishockeyspieler, der seit 2016 bei Bakurianis Mimino in der georgischen Eishockeyliga spielt.

## Karriere
Aleksandre Wassiltschenko, der in der russischen Hauptstadt Moskau geboren wurde, begann seine Karriere in Kanada, wo er für die Bobcaygeon Bucks in der Greater Metro Hockey League, einer regionalen Nachwuchsliga, auf dem Eis stand und 2010 für das GMHL Young Guns Game nominiert wurde. Nachdem er seine Karriere für fünf Jahre unterbrochen hatte, ging er nach Georgien, wo er seit 2016 für Bakurianis Mimino in der georgischen Eishockeyliga spielt.

### International
Nachdem er bei der Weltmeisterschaft 2016 bereits als Assistenztrainer der georgischen Nationalmannschaft im Einsatz war, gab Wassiltschenko bei der Weltmeisterschaft der Division III 2018 sein Debüt als Spieler. Er erzielte in fünf Spielen fünf Tore und gab sieben Vorlagen und war damit drittbester Scorer des Turniers hinter seinen Landsleuten Aleksandre Schuschunaschwili und Oliver Obolgogiani sowie zweitbester Vorbereiter hinter Schuschunaschwili. Damit trug er maßgeblich zum erstmaligen Aufstieg der Georgier in die Division II bei. Dort spielte er dann bei den Weltmeisterschaften 2019, als er Torschützenkönig des Turniers wurde, und 2022. Zudem vertrat er seine Farben bei der Olympiaqualifikation für die Winterspiele in Mailand 2026.

## Erfolge und Auszeichnungen
- 2010 Young Guns Game der Greater Metro Hockey League
- 2018 Aufstieg in die Division II, Gruppe B bei der Weltmeisterschaft der Division III
- 2019 Bester Torschütze der Weltmeisterschaft der Division II, Gruppe B (gemeinsam mit Eliezer Sherbatov)
- 2022 Aufstieg in die Division II, Gruppe A, bei der Weltmeisterschaft der Division II, Gruppe B